# Rozalia Brzezińska
Rozalia Brzezińska, de domo Morzycka (ur. 1859 w Lachowcach, zm. 11 grudnia 1923  w Piotrowicach Małych) – polska działaczka oświatowa, autorka podręczników i redaktorka czasopism dla dzieci.

## Życiorys
Urodziła się w 1859 roku w Lachowcach na Wołyniu, w rodzinie powstańca styczniowego Juliana Morzyckiego. Jej młodszą siostrą była działaczka oświatowa Faustyna Morzycka. Rozalia wychowała się na Syberii, gdzie został zesłany jej ojciec. Zdobyła wykształcenie w ramach Wyższych Kursów dla Kobiet w Krakowie, po czym przeniosła się do Warszawy, gdzie poznała m.in. Wandę Umińską.
Zaangażowała się w tajną i jawną działalność oświatową. W 1883 roku współzałożyła Kobiece Koło Oświaty Ludowej, które później przez wiele lat również współprowadziła. Została autorką wielu podręczników dla dzieci wiejskich osiągających wielotysięczne nakłady, w tym Snopka (21 wydań), Czytanek (20 wydań) czy Elementarza. W swoich publikacjach radziła nauczycielom, by m.in. wprowadzali elementy zabawy do nauczania. Założyła pierwszy periodyk dla dzieci wiejskich, „Rozrywki”, będący dodatkiem do wydawanej przez jej męża, Mieczysława Brzezińskiego, „Zorzy”. Należała także do inicjatorów założenia czasopism „Drużyna” i „Płomyk”.
Zmarła 11 grudnia 1923 roku w Piotrowicach Małych pod Nałęczowem.